# 山田町 (田原市)
山田町（やまだちょう）は、愛知県田原市の地名。21の小字が設置されている。

## 地理
旧渥美町中央部に位置する。東は村松町、南は和地町に接する。

### 字一覧
字名は以下の通りである。
| - 池下（いけした） - 入口（いりぐち） - 入口前（いりぐちまえ） - 内田（うちだ） - 大坪（おおつぼ） - 掛狭間（かけはざま） - 郷戸（ごうど） | - 甲門（こうもん） - 御殿下（ごてんした） - 善能寺（ぜんのうじ） - 立花（たちばな） - 立花口（たちばなぐち） - 寺下（てらした） - 寺前（てらまえ） | - 鉢山（はちやま） - 房山（ぼうやま） - 宮前（みやまえ） - 向井（むかい） - 谷太郎（やたろう） - 八幡前（やはたまえ） - 若宮（わかみや） |

## 歴史

### 沿革
- 江戸時代 - 三河国渥美郡の泉福寺領の山田村として所在[7]。
- 1889年（明治22年） - 合併に伴い、清田村大字山田となる[7]。
- 1906年（明治39年） - 合併に伴い、福江町大字山田となる[7]。
- 1955年（昭和30年） - 合併に伴い、渥美町大字山田となる[7]。

## 世帯数と人口
2015年（平成27年）10月1日現在の世帯数と人口は以下の通りである。
| 町丁   | 世帯数 | 人口  |
| ------ | ------ | ----- |
| 山田町 | 42世帯 | 175人 |

### 人口の変遷
国勢調査による人口の推移
| 2005年（平成17年） | 207人 | [ 8 ] |  |
| 2010年（平成22年） | 188人 | [ 9 ] |  |
| 2015年（平成27年） | 175人 | [ 2 ] |  |

## 学区
市立小・中学校に通う場合、学区は以下の通りとなる。また、公立高等学校に通う場合の学区は以下の通りとなる。
| 番・番地等 | 小学校             | 中学校             | 高等学校 |
| ---------- | ------------------ | ------------------ | -------- |
| 全域       | 田原市立清田小学校 | 田原市立福江中学校 | 三河学区 |

## 施設
- 天台宗泉福寺[5]
- 天台宗大泉寺[5]
- 八幡社[5]

## その他

### 日本郵便
- 郵便番号 : 441-3621[3]（集配局：渥美郵便局[12]）。